# Língua aini
Aini ou Äynü é uma língua Turcomana falada no leste da China conhecida com várias pronúncias e grafias como Aini, Aynu, Ainu, Eyni ou como em “Uigur Abdal” (ئابدال), em escrita russa Эйну́, Айну, Абдал, pelos Chineses como Ainu.

## Características
Alguns lingüistas consideram-na uma língua mista, pois sua gramática é Turcomana, essencialmente Língua uigur, porém, em vocabulário seria uma língua iraniana.  Outros lingüistas a consideram como não apresentando características de língua mista. É falada pelo povo nomade Äynu, que a denomina de língua Äynú (ئەينۇ) [ɛjˈnu]. Mesmo assim, não deve ser confundida com a língua Ainu, do Japão e Rússia. Com a qual não tem nenhuma relação.

## Distribuição geográfica
Äynu (Aini) é falada na China Oriental na província de Região Autônoma Xinjiang Uigur no extremo do deserto Taklamakan na bacia do rio Tarim.

## Uso como língua secreta
Todos falantes de Aini são homens adultos. A língua uigur é falada com pessoas de fora da comunidade e com mulheres, que não falam o Aini. Uigur é falada em casa quando não é necessário esconder ou disfarçar algo.

## Escrita
A língua é raramente escrita, mas quando é usa a mesma escrita árabe usada pelo Uigur. São 33 letras, das quais dez são vogais

## Fonologias

### Consoantes
|                | Labial | Labial | Alveolar | Alveolar | Palatal | Palatal | Velar | Velar | Uvular | Uvular | Glotal | Glotal |
| -------------- | ------ | ------ | -------- | -------- | ------- | ------- | ----- | ----- | ------ | ------ | ------ | ------ |
| Plosiva “Stop” | p      | b      | t        | d        |         |         | k     | g     | q      |        |        |        |
| Africativa     |        |        |          |          | ʧ       | ʤ       |       |       |        |        |        |        |
| Fricativa      |        | v      | s        | z        | ʃ       |         |       |       | χ      | ʁ      |        | ɦ      |
| Nasal          | m      | m      | n        | n        |         |         | ŋ     | ŋ     |        |        |        |        |
| Cons. “Flap”   |        |        | r        | r        |         |         |       |       |        |        |        |        |
| Lateral        |        |        | l        | l        |         |         |       |       |        |        |        |        |
| Aproximante    |        |        |          |          | j       | j       |       |       |        |        |        |        |

### Vogais
São oito os sons vogais:
- um a - posterior - aberto;
- um i - frontal - fechado
- dois e - frontal - médio e fechado
- dois o - médio - posterior e central
- dois u - fechado - posterior e central

## Numerais
Os numerais ‘’Aini’’ são originários do Persa.
1 yäk, 2 du, 3 si, 4 čar, 5 pänǰ, 6 šäš, 7 häp(t), 8 häš(t), 9 noh, 10 dah, 20 bist, 100 säd, 1000 hazar